# Mascate
Mascate (AFI: /maˈskate/; in arabo مسقط‎?, Masqaṭ; in inglese: Muscat), popolazione 1 310 826 abitanti (2015) è la capitale dell'Oman.
La trascrizione fonetica della capitale Masqaṭ è [ˈmas.qatˁ]. Talvolta viene approssimata con [ˈməskət] o [ˈməskɛt].
Da Mascate prende il nome la noce moscata.

## Geografia antropica
Nonostante la notevole popolazione, che la rende la città più grande del sultanato, Mascate è ben pianificata e molto estesa (copre un'area di circa 1500 km²).
A causa di ciò gran parte della città è piena di spazi vuoti ed aperta a sviluppi futuri. Ci sono distretti ad alta concentrazione residenziale e commerciale, collocati in zone ben precise.

### Suddivisioni amministrative
Questi possono essere raggruppati in tre settori principali:
- Mascate ovest: al-Sayb, Azhaiba, Busher, al-Ghubra e Ghala
- Mascate centro: al-Khuwayir, Madīnat Qābūs, Shāṭīʾ al-Qurm, Qurm e PDO
- Mascate est: Wattaya, al-Amerat, Ruwi, Mutrah, Kalbuh, Mascate vecchia, Sidab e al-Bustan

## Storia

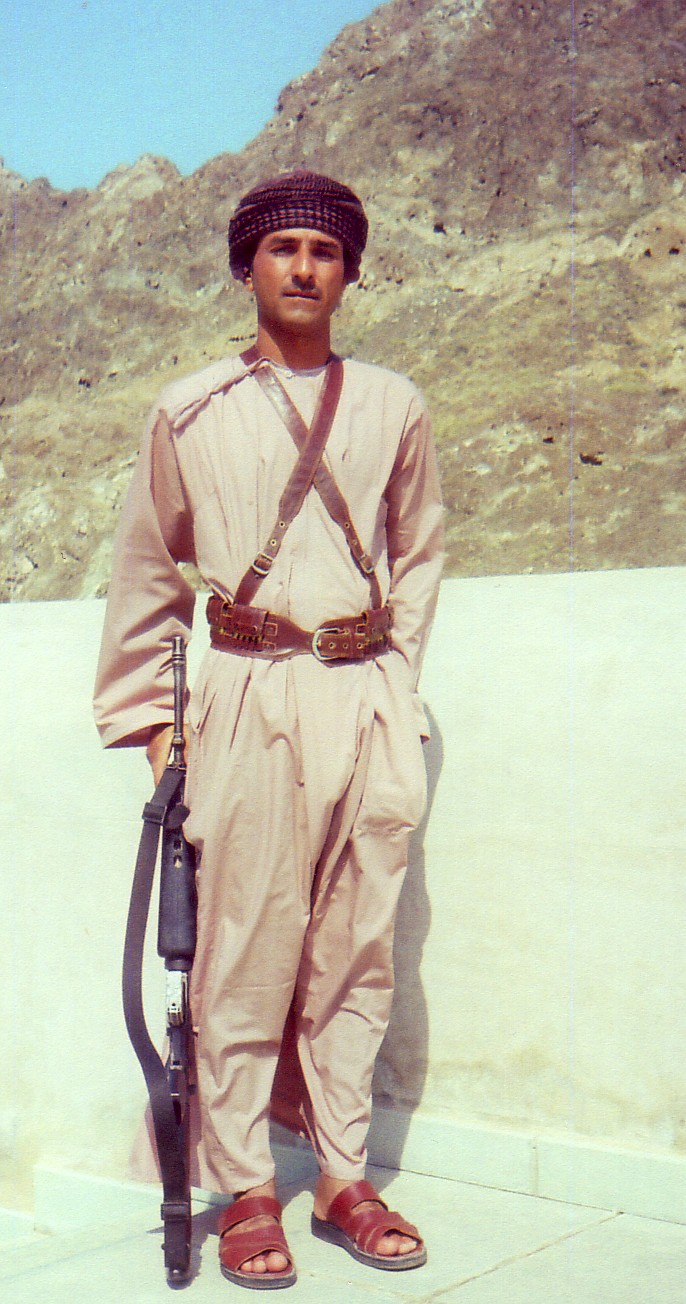
Poliziotto omanita

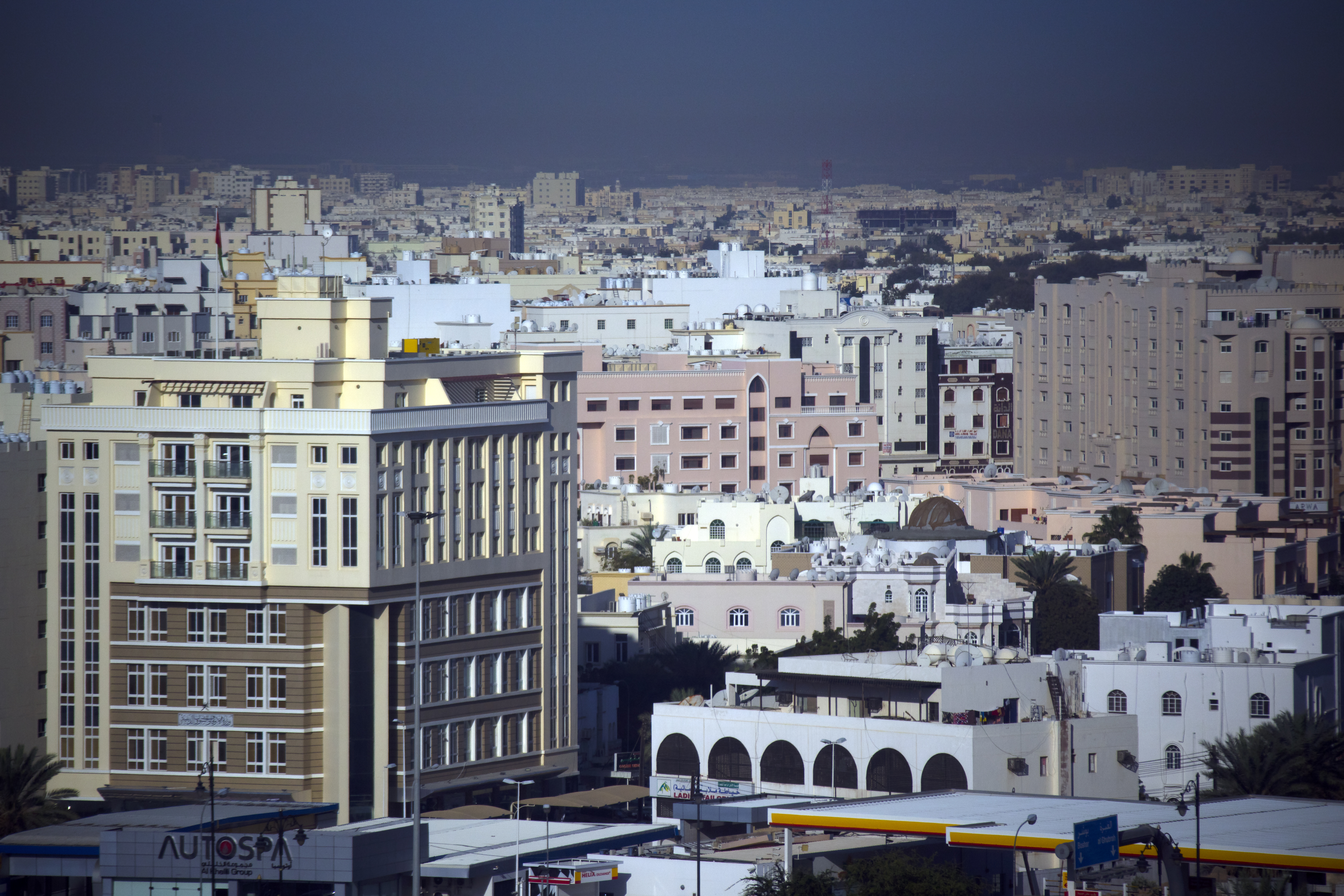
Veduta della città

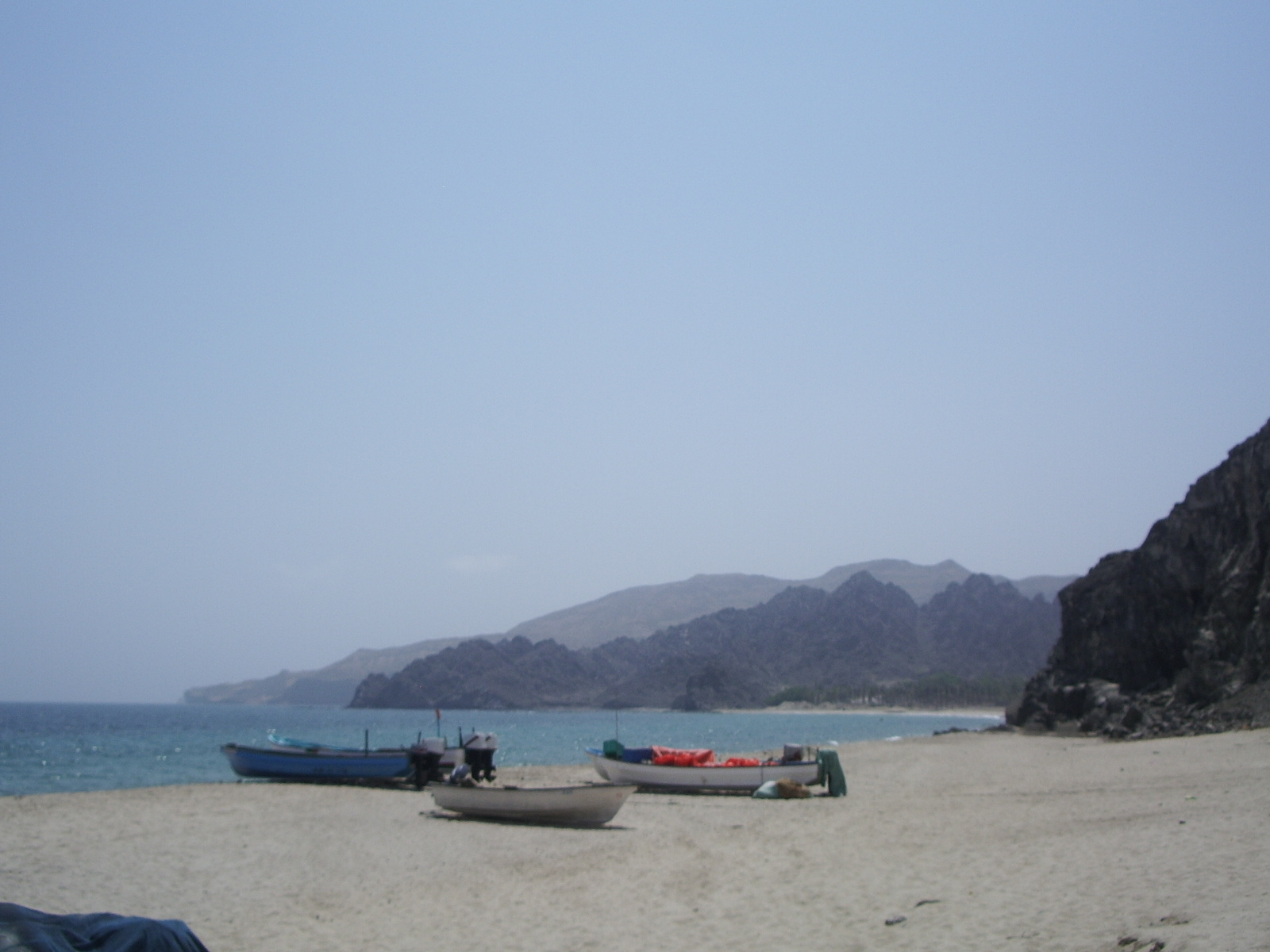
Una spiaggia in città

Mascate è una delle città più antiche del Medio Oriente. È conosciuta fin dal II secolo. Circa 1.400 kg di franchincenso venivano trasportati ogni anno per nave dall'Arabia Meridionale alla Grecia, a Roma e nel Mediterraneo. Il centro di questo commercio era un luogo chiamato Khur Ruri, che i greci chiamarono "Muscat".
La prima presenza straniera a Mascate fu quella dell'esploratore portoghese Vasco da Gama, che sbarcò nell'Oman sulla strada per l'India. Il portoghese tornò nel 1507 per saccheggiare e prendere la città. Nel 1649, l'imam Sulṭān bin Sayf sconfisse i portoghesi e li cacciò verso est, a Goa.
Con le superiori navi da guerra catturate ai Portoghesi, l'imam fondò un impero che si estendeva da Zanzibar a sud, a Gwadar, in Pakistan, ad est. Vennero fatti giungere da Zanzibar e dal Belucistan schiavi, per lavorare in Oman o per essere venduti altrove. Questo dette un periodo di relativa stabilità e prosperità per Mascate e l'Oman in generale.
La nazione venne fatta a pezzi da lotte e ribellioni alla morte dell'imam, nel 1679. Mascate venne quindi invasa dai persiani nel 1737, anche se per poco, poiché Aḥmad bin Saʿīd li sconfisse e venne successivamente eletto imam.
Nel 1803, i wahhabiti dell'Arabia Saudita attaccarono l'Oman, ma vennero respinti da Sa'id bin Sultan. Il sultano creò quindi una colonia nelle zone fertili di Zanzibar e in pratica governò l'Oman da un'isola straniera. Successivamente, nel 1853, il Sultano trasferì il titolo di "capitale" dell'Oman a Zanzibar. Iniziò così il declino delle fortune di Mascate e dell'Oman.
Nel 1913, Taymur bin Faysal divenne sultano e il territorio venne ribattezzato "Mascate e Oman", con il sultano che governava Mascate e l'imam che governava l'Oman. Dopo l'indipendenza indiana nel 1947, il sultano, con l'aiuto dei britannici, sconfisse l'imam e unificò gran parte dell'Oman, prendendo il controllo delle oasi di al-Buraymi.
Nel 1964 ebbe inizio la guerra del Dhofār, per raggiungere l'espulsione dei britannici dall'Oman. Sei anni dopo, l'emiro Qābūs bin Saʿīd, figlio del sultano Said bin Taymūr, inscenò un colpo di palazzo e reclamò il trono. Il vecchio sultano venne fatto fuggire a Londra dalla Royal Air Force. Il colpo di Stato, portato avanti dall'emiro Qābūs con al suo fianco il suo amico e confidente Tim Landon, fu l'inizio di un nuovo e moderno sultanato.
Il sultano Qābūs bin Saʿīd istituì riforme sociali e territoriali e, benché in maniera autocratica, governò l'Oman fino alla sua morte con una visione liberale che vide un miglioramento complessivo degli standard educativi dei suoi cittadini, uno sviluppo culturale ed economico e un consolidamento globale del sultanato.

## Monumenti e luoghi d'interesse
- Grande Moschea del Sultano Qabus
- Palazzo Al Alam

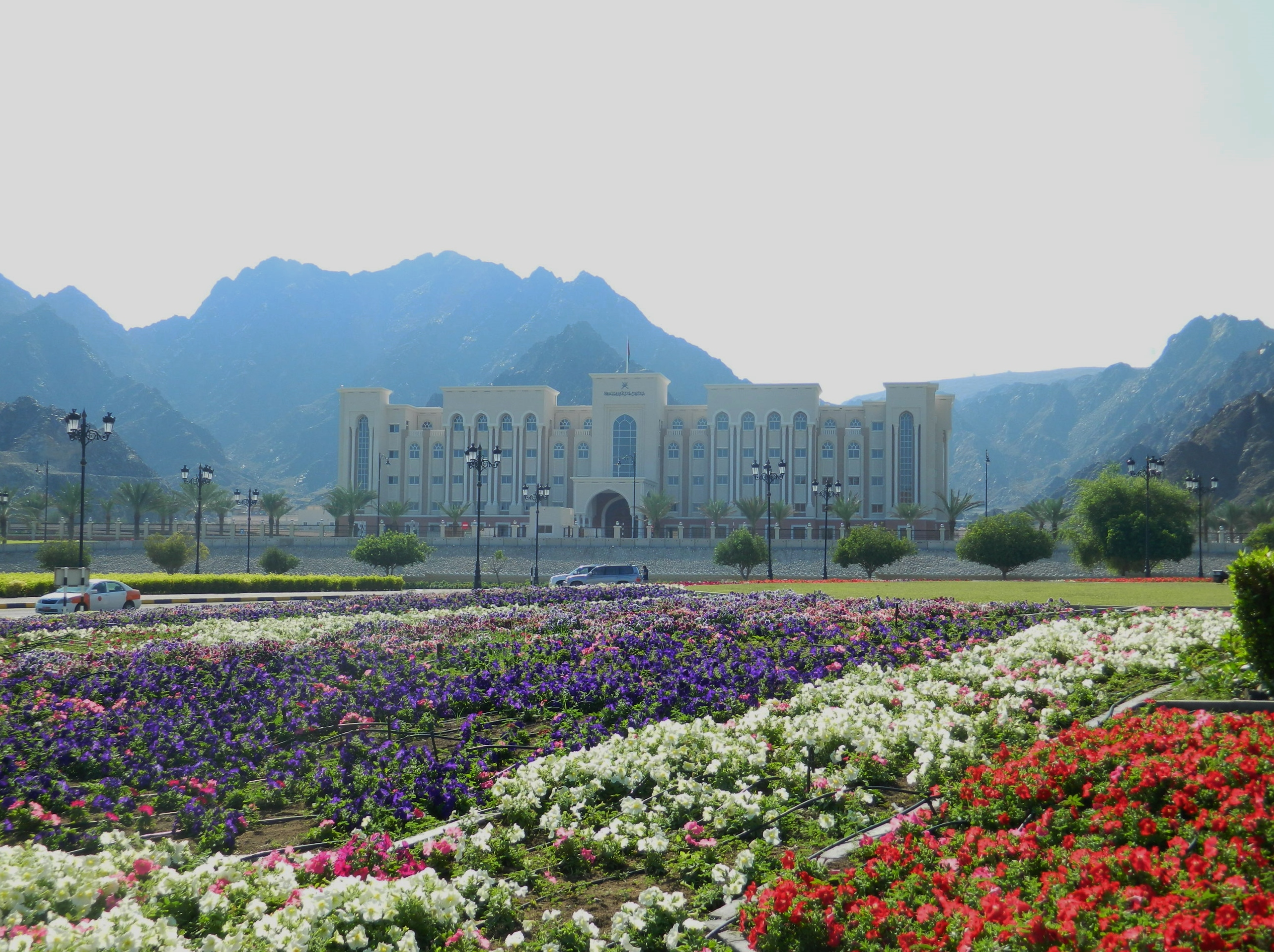
Il palazzo del Governo

- Royal Opera House: inaugurata nel 2011.
- Forte Al-Jalali
- Forte Al-Mirani
- Suq di Mutrah
- Monumento celebrativo dell'Incensiere: si trova sulla collina del porto, nel sobborgo di Mutrah.

## Cultura

### Musei
- Museo nazionale dell'Oman
- Museo Bait Al Zubair

## Economia
Mascate, come gran parte dell'Oman, è dominata dai commerci. I prodotti tradizionali da esportazione sono datteri, madreperla, franchincenso e pesce. Molti suq della vecchia Masqat e di Mutrah vendono questi prodotti e quelli dell'artigianato locale.
Il Petroleum Development Oman (PDO) è stato il perno dell'economia di Mascate fin dal 1962 ed è il secondo datore di lavoro della nazione dopo il governo. Tra i principali azionisti del PDO sono Shell e Partex e la sua produzione è stimata a circa 840.000 barili al giorno.
Mascate ha anche grandi compagnie commerciali come Suhail e Saud Bahwan, che è un partner commerciale per imprese quali Toshiba, Subaru, Seiko, Hewlett-Packard, General Motors, Saud Bahwan Group (partner di Toyota), Lexus, Daihatsu, Hertz, Dodge, Chrysler e Zubair Automotive (partner di Mitsubishi).
La General Telecommunications Organization (GTO) è l'unica struttura di telecomunicazioni dell'Oman e fornisce servizi di telefonia locale, interurbana e internazionale, oltre ad essere l'unico ISP della nazione.

## Società

### Etnie e minoranze straniere
Gli omaniti costituiscono circa il 60% della popolazione locale. Mascate ha una notevole popolazione di immigrati, principalmente lavoratori specializzati provenienti dal subcontinente indiano, dal Sudan, dall'Egitto e da altri Stati del GCC.

### Lingue e dialetti
L'arabo è la lingua ufficiale dello stato. Swahili, inglese, hindi e malayalam sono diffuse.

### Religioni
L'Islam è l'unica religione ufficiale dello Stato. Il 75% della popolazione appartiene al gruppo dei musulmani kharigiti ibaditi.

## Infrastrutture e trasporti
Tutti i servizi infrastrutturali sono di proprietà del governo dell'Oman e gestiti da esso.

### Aeroporti
Il principale aeroporto è l'Aeroporto Internazionale Seeb situato a circa 25 km dal distretto finanziario di Ruwi e a circa 15/20 km dalle principali aree residenziali di al-Khuwayr, Madīnat Qābūs, Shāṭīʾ al-Qurm e al-Qurm. Mascate è la base della compagnia locale Oman Air che opera diversi voli con destinazioni in Medio Oriente, nel subcontinente indiano e nell'Africa orientale. Inoltre la Oman Air ha collegamenti con destinazioni in Europa. Le principali compagnie aeree, come British Airways, Lufthansa, Emirates, Swiss International Air Lines, Kuwait Airways, Air India, Thai Airways International e Qatar Airways hanno voli verso l'Aeroporto Internazionale Seeb.

### Porti

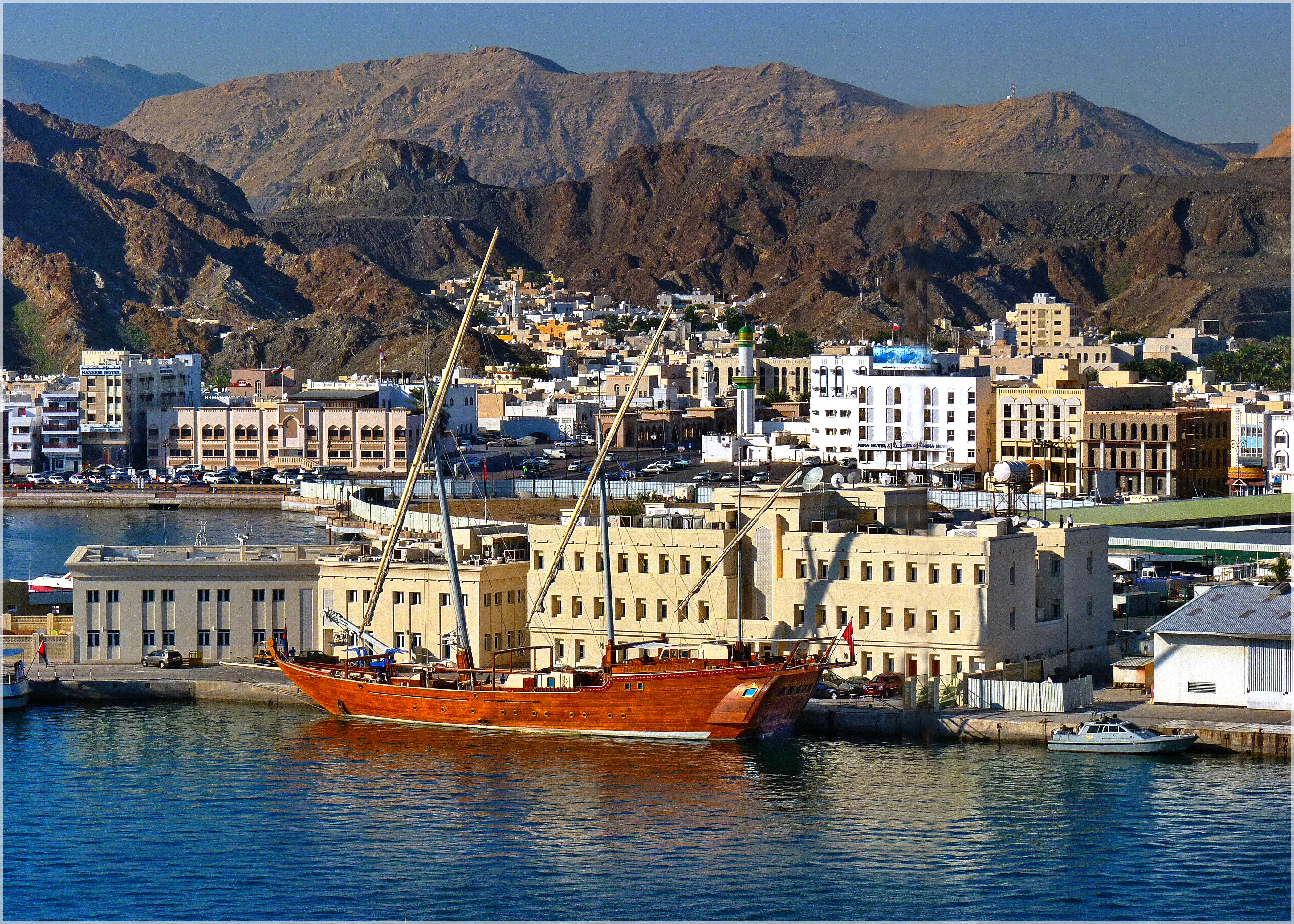
Veduta di Mascate dal porto

Ci sono due porti marittimi a Mascate, uno situato a Mina al-Fahal, che serve solo il distretto delle raffinerie del PDO (Petroleum Development Oman) e l'altro a Mina Qabus (Mutrah).
Mina Qabus o Mutrah, è stato il principale porto di Mascate ed è un importante hub commerciale tra il golfo Persico, il subcontinente indiano e l'Estremo Oriente, con un volume annuo di 1,6 milioni di tonnellate. Recentemente, l'emergere della zona libera di Jebel Ali nella vicina Dubai ha reso tale porto il principale della regione con circa 44 milioni di tonnellate annue di cargo.

### Strade
L'area di Mascate è ben servita da strade e da un'autostrada che da nord attraversa Seeb e Ruwi.

### Autobus
Il sistema di trasporto pubblico a Mascate e in generale nell'Oman non è molto sviluppato. Non ci sono ferrovie o reti di metropolitana in tutto il paese. Le due forme più popolari di trasporto pubblico sono i bus Baiza, che devono il loro nome a quello degli spiccioli del riyal omanita, i baisa. Sono autobus molto economici, ma ne esistono anche di più costosi, che però non servono le vie più piccole, ma si mantengono sulle arterie principali.
I bus Baiza al contrario percorrono sia le vie principali che quelle più interne della città.

### Taxi
L'altra forma di trasporto è costituita dai taxi, che non hanno il tassametro. La tariffa viene concordata per contrattazione, anche se i tassisti solitamente aderiscono a regole non scritte per le tariffe di corse all'interno della città.
I taxi solitamente portano i passeggeri anche in destinazioni esterne alla città, comprese Sohar, Buraimi e Dubai.